# Евсеева, Мария Тимофеевна
Мари́я Тимофе́евна Евсе́ева (21 декабря 1920, Азъял, Моркинский район, Марийская автономная область, РСФСР — 25 сентября 1970, Азъял, Моркинский район, Марийская АССР, РСФСР, СССР) — марийская советская писательница и педагог. Дочь первого марийского этнографа, фольклориста, краеведа, педагога, основателя Национального музея Республики Марий Эл Т. Е. Евсеева.

## Биография
Родилась 21 декабря 1920 года в деревне Азъял ныне Моркинского района Марий Эл в семье служащего. Её отец Тимофей Евсеев был этнографом, собирателем фольклора, автором многих научных статей и краеведческих очерков, основателем Марийского областного музея (ныне — Национальный музей Республики Марий Эл имени Т. Евсеева).
В 1939 году окончила Моркинское педагогическое училище, а в 1952 году — Марийский педагогический институт имени Н. К. Крупской (заочно).
По окончании института работала в школах Марийской АССР. В 1950—1960-х годах учительствовала в Артинском районе Свердловской области.
Скончалась 25 сентября 1970 года на родине, похоронена там же. 

## Литературное творчество
Впервые выступила в печати как юнкор в 1936 году. Её рассказы, стихотворения, статьи публиковались на страницах республиканской детской газеты «Ямде лий».
В годы войны некоторые произведения печатались в альманахе «Родина верч». Повесть «Шулдыран жап» («Крылатое время») впервые была опубликована в альманахе «Пиалан илыш», а позже — в журнале «Ончыко» и отражает становление марийской деревни в годы советской власти.
Автор 4-х книг прозы. В своих произведениях показала себя знатоком марийских народных обычаев и традиций.
Рассказы и повести М. Евсеевой изданы несколькими книгами. Некоторые произведения переводились на русский, башкирский, татарский и чувашский языки.

## Основные произведения
Далее представлен список основных произведений М. Евсеевой на марийском языке и в переводе на русский язык:

### На марийском языке
- Шулдыран жап: повесть [Крылатое время] // Ончыко. — 1955. — № 5.  — С. 4—37; № 6. С. 4—19.
- Мондалтдыме корно: повесть [Незабываемая дорога] // Ончыко. — 1957. — № 5. — С. 28—62.
- Илыш савыра: повесть да ойлымаш-влак [Жизнь возвращает: повесть и рассказы]. — Йошкар-Ола, 1957. — 96 с.
- Илышын чеверже: ойлымаш-влак [Красота жизни: рассказы]. — Йошкар-Ола, 1960. — 116 с.
- Илыш савыра: повесть да ойлымаш-влак [Жизнь возвращает: повесть и рассказы]. — Йошкар-Ола, 1968. — 164 с.
- Аваж ден ӱдыржӧ: повесть // Ончыко. — 1967. — № 6. — С. 8—26; 1968. —  № 1. — С. 8—50.
- Кенчака: повесть // Ямде лий. — 1969. — 12, 19, 26 июль; 2, 9 август.
- Ӱдыр йолташ-влакем: ойлымаш-влак [Подруги мои: рассказы]. — Йошкар-Ола, 1970. — 56 с.

### В переводе на русский язык
- Свет жизни: рассказ / пер. А. Кременского // Сосны шумят. — Йошкар-Ола: Маргиз, 1956. — С. 253—269.
- Радость жизни; Сердце зовёт / пер. В. Муравьёва // Рассказы марийских писателей. — Йошкар-Ола: Марийское книжное издательство, 1961. — С. 36—56.

## Награды
- Юбилейная медаль «За доблестный труд. В ознаменование 100-летия со дня рождения Владимира Ильича Ленина» (1970)